# In ventaglio
In ventaglio è un termine utilizzato in araldica per indicare una disposizione di figure, generalmente lunghe, delle quali una sia posta in palo, una o più in banda, e una o più in sbarra.

Tre spighe di frumento d'oro poste a ventaglio (stemma di Masate)
Corona di spine e chiodi della Passione d'oro posti in ventaglio (Saint Saviour, Jersey)